# Synapsa immunologiczna
Synapsa immunologiczna – struktura powstająca na styku komórki prezentującej antygen (APC) oraz pobudzanego limfocytu. Pojęcie to odnosi się także do oddziaływań innych komórek limfoidalnych z komórkami docelowymi.
Dzięki utworzeniu synapsy obydwie komórki mogą zostać zaktywowane, przy czym ze względu na fakt, że większość sygnałów rozpuszczalnych (głównie cytokiny) jest wydzielanych do szczeliny synaptycznej, działanie takich rozpuszczalnych czynników może być ściśle ukierunkowane i w zasadzie nie dotyczy innych, znajdujących się w pobliżu komórek. Synapsa immunologiczna powstaje w trzech etapach:
- najpierw następuje polaryzacja komórek, która powoduje, że cała ich aktywność jest ukierunkowana na tworzenie synapsy w konkretnym miejscu,
- następnie dochodzi do adhezji, czyli połączenia się spolaryzowanych komórek,
- w rezultacie adhezji następuje dojrzewanie synapsy, czego wynikiem jest ukształtowanie głównych oddziaływań sygnałowych pomiędzy komórką prezentującą antygen a limfocytem.

Od momentu powstania synapsy dochodzi do obustronnego przekazywania sygnałów między komórkami tworzącymi synapsę. Ostateczny wynik takich oddziaływań zależy jednak nie tylko od tego, czy synapsa się ukształtuje, ale także od tego, jakie cząsteczki białkowe się w niej znajdują. W zależności od ich repertuaru może bowiem dojść do wytworzenia zarówno sygnału aktywującego, jak i supresyjnego.

## Zakres stosowania pojęcia synapsy immunologicznej
Pojęcie synapsy immunologicznej odnosi się do oddziaływania pomiędzy komórką limfoidalną a komórką docelową. W przypadku kształtowania się swoistej odpowiedzi odpornościowej chodzi tutaj o interakcje limfocytu Th oraz komórki prezentującej antygen, "profesjonalnej" lub "nieprofesjonalnej" (np. makrofaga). Z synapsą immunologiczną mamy także do czynienia przy okazji pobudzania limfocytu B przez limfocyt Th. Struktura taka tworzy się również w przypadku oddziaływania komórek cytotoksycznych (limfocytu Tc lub komórki NK) z komórką docelową.

## Powstawanie synapsy immunologicznej

### Polaryzacja komórek
Polaryzacja komórek jest procesem niezbędnym dla utworzenia synapsy immunologicznej, ponieważ na limfocytach T, które podlegają pobudzeniu przez komórki prezentujące antygen, stężenie receptorów biorących udział w aktywacji komórki jest zbyt niskie. Jest to szczególnie istotne w odniesieniu do tzw. limfocytów dziewiczych, które będą aktywowane po raz pierwszy i które cechują się niezbyt wysokim poziomem receptorów na powierzchni komórki. Dzięki polaryzacji dochodzi do skupienia się tych receptorów na jednym z biegunów komórki, a zatem dochodzi do wytworzenia lokalnie wysokiego stężenia cząsteczek.
Poza skoncentrowaniem receptorów i ligandów dla receptorów na drugiej komórce, zarówno w przypadku APC, jak i limfocytu, dochodzi także do przemieszczania się organellów komórkowych w kierunku przyszłej synapsy. Szczególnie ważny jest w tym przypadku ruch aparatu Golgiego, który jest najważniejszym organellum odpowiedzialnym za procesy wydzielnicze komórek, zwłaszcza w odniesieniu do białek. Dzięki przesunięciu aparatu Golgiego w kierunku synapsy możliwe jest dosyć precyzyjne wydzielanie bioaktywnych związków, zwłaszcza cytokin, w kierunku synapsy. To z kolei zapewnia ograniczenie oddziaływania do dwóch konkretnych komórek i powoduje, że możliwe jest wyeliminowanie przypadkowych oddziaływań na inne komórki w bezpośrednim sąsiedztwie.

### Adhezja komórek
Kiedy już na biegunach limfocytu i komórki prezentującej antygen zbierze się odpowiednia ilość białek adhezyjnych, komórki zaczynają się łączyć. Cała tajemnica tego zjawiska polega na sumowaniu się poszczególnych oddziaływań, dlatego musi istnieć pewne krytyczne stężenie cząsteczek adhezyjnych, które dostarczą dużej ilości wiązań między komórkami. Jednocześnie, właśnie na etapie adhezji, dochodzi już do rozpoznawania antygenu, prezentowanego przez komórkę prezentującą antygen limfocytowi. Takie pierwsze rozpoznanie jest niezwykle ważne, gdyż w tym momencie zostaje podjęta decyzja co do podjęcia współpracy między komórkami. Jeśli okaże się, że limfocyt T jest w stanie rozpoznać antygen prezentowany przez APC, to adhezja zostaje przedłużona i dochodzi do dojrzewania synapsy. W przeciwnym wypadku komórki rozłączają się i nie dochodzi do dalszej ich aktywacji, gdyż tworzenie synapsy zostaje przerwane.

### Dojrzewanie synapsy immunologicznej
Kiedy w wyniku adhezji zostaje podjęta decyzja o przedłużeniu interakcji pomiędzy komórkami, dochodzi do ostatecznego uformowania się synapsy. Jest to możliwe dzięki istnieniu tzw. mikrodomen błony komórkowej, czyli specjalnych miejsc o nieco innym składzie chemicznym. Ze względu na owe różnice, w mikrodomenach zakotwiczone są różne białka, nie każde jednak białko błonowe może wchodzić w skład mikrodomeny. Okazuje się, iż w trakcie tworzenia synapsy mikrodomeny łączą się ze sobą i dzięki temu tworzony jest region o ściśle ustalonym składzie białkowym, który z jednej strony zawiera białka niezbędne do wytworzenia sygnału, z drugiej zaś wyłączane są z tego regionu (synapsy) białka, które mogą interferować z sygnałem lub zawadzać sterycznie.
Struktura synapsy immunologicznej jest jednak jeszcze bardziej uporządkowana, składa się bowiem z dwóch regionów:
- cSMAC (ang. central supramolecular activation clusters) – region ten leży w środku synapsy i zawiera receptory limfocytów T rozpoznające antygen, cząsteczki MHC z prezentowanym antygenem oraz inne białka, biorące bezpośredni udział w przekazywaniu sygnału,
- pSMAC (ang. peripheral SMAC) – region ten rozciąga się dookoła cSMAC i zwiera wyłącznie cząsteczki adhezyjne, utrzymujące komórki razem podczas aktywacji.

Poniższy schemat przedstawia przekrój poprzeczny przez synapsę immunologiczną i rozmieszczenie wymienionych regionów:
Jak więc widać, synapsa immunologiczna jest stosunkowo skomplikowaną strukturą, która pełni swoją funkcję dzięki precyzyjnemu rozmieszczenie poszczególnych elementów i usunięciu wszystkich niepotrzebnych lub wręcz przeszkadzających przekazywaniu sygnału białek błony komórkowej.